# Alexander Mackenzie
Alexander Mackenzie (28. ledna 1822 Logierait – 17. dubna 1892 Toronto) byl kanadský politik narozený ve Skotsku. Byl druhým premiérem Kanady, svůj úřad zastával v letech 1873–1878. Byl člen Liberální strany Kanady, v jejímž čele stál v letech 1873–1880. Do Kanady emigroval roku 1842. Původní profesí byl stavitel, později novinář.